# Bronisława Kulka
Bronisława Maria Kulka (zm. 19 lutego 2023) – polska filolog, dr hab.

## Życiorys
W 1963 ukończyła studia z zakresu filologii polskiej na Uniwersytecie Łódzkim, 27 kwietnia 1982 obroniła pracę doktorską, 7 listopada 2006 habilitowała się na podstawie pracy zatytułowanej Cz. 1 Edukacja polonistyczna w szkole średniej w latach 1870-1918. Wybrane uwarunkowania. Cz. 2 Nauczanie języka polskiego w szkole średniej w latach 1870-1918. Konteksty. Pracowała w Instytucie Filologii Polskiej na Wydziale Filologicznym i Historycznym Akademii im. Jana Długosza w Częstochowie.
Została zatrudniona na stanowisku profesora i kierownika w Katedrze Polonistyki i Komunikacji Społecznej Wyższej Szkoły Lingwistyczna w Częstochowie.
Była profesorem nadzwyczajnym i dyrektorem w Instytucie Nauk Humanistycznych na Wydziale Interdyscyplinarnym Akademii Polonijnej.